# 胡四一
胡四一（1954年—），男，汉族，四川天全人，中华人民共和国政治人物，曾任水利部副部长，第十届全国人大代表，第十一、十二、十三届全国政协委员。

## 生平
2008年，当选第十一届全国政协常务委员，代表无党派人士，分入第十五组。并担任经济委员会专委。2018年1月，当选第十三届全国政协委员。